# 艾汀森·沃奎茲
艾汀森·沃奎茲（Edinson Volquez，1983年7月3日—），出生於多明尼加的聖多明哥，為美國職棒大聯盟的投手，目前為自由球員。

## 職業生涯

### 德州遊騎兵
沃奎茲在2001年和德州遊騎兵簽下合約，小聯盟待了四年的時間以後，於2005年8月30日生上大聯盟，再大聯盟的六場比賽裏面，有三場比賽是擔任先發投手，但這三場先發比賽沃奎茲接吞下敗投，防禦率卻高達14.21。隔年2006年沃奎茲是從小聯盟開始，一直到8月才再度升上大聯盟，在八場的先發比賽裡面，拿下1勝6敗的成績，防禦率高達7.29。這兩年的表現讓遊騎兵感到非常失望，為了能培養沃奎茲成為頂級的投手，而採用非正統的方式，直接將沃奎茲下放至1A磨練其控球。在1A沃奎茲表現有明顯的進步，不過遊騎兵讓其緩慢的升上到3A，一直到9月沃奎茲才又回到大聯盟，回到大聯盟以後，沃奎茲的六場先發比賽裡面拿下2勝1敗、防禦率4.50的成績，在大聯盟的投球成績，和前兩年的比較起來有獲得明顯的改善。

### 辛辛那提紅人
2007年12月21日，遊騎兵將沃奎茲交易至辛辛那提紅人，而遊騎兵獲得喬許·漢米爾頓和Daniel Ray Herrera。2008年4月6日，沃奎茲首度以紅人球員身份先發，於主場對上費城費城人，主投5.1局只失1分，最後球隊以8：2獲得勝利，沃奎茲也拿下個人轉隊到紅人以後的第1勝。之後的九場先發比賽裡面，沃奎茲獲得7勝1敗、防禦率1.33的成績，這九場先發裡面只有一場比賽責失在2分，其於的八場先發責失皆不超過1分，其中的兩場比賽有完封的演出，此時沃奎茲在國家聯盟防禦率的排名為第一名，這是紅人至從1912年以來，唯一有如此好表現的投手。5月18日，沃奎茲於主場先發對上克里夫蘭印地安人的克里夫·李，此時李的防禦率只有0.67，在美國聯盟防禦率的排名為第一名，這是大聯盟歷史上第三次由兩個聯盟的防禦率王互相對決，比賽最後是由紅人以6：4獲勝，由沃奎茲獲得勝投，而李則吞下今年的第一敗。5月23日，沃奎茲在對聖地牙哥教士的比賽中，投出生涯新高的12次三振，最後比賽結果無關勝敗，此時在國聯三振王的排名上，沃奎茲以74次領先蒂姆·林斯肯的69次。
2008年沃奎茲獲選參加2008年的美國職棒大聯盟全明星賽，於第7局登場主投1局，但被J·D·德魯擊出2分全壘打。在明星賽前沃奎茲獲得12勝3敗、防禦率2.29和投出126次三振的成績。在明星賽後沃奎茲的表現開始下滑，三場先發裡面只拿下1勝2敗的成績，防禦率上升到3.04。在今年球季結束以後沃奎茲獲得17勝6敗、防禦率3.21的成績，防禦率在國家聯盟的排名為第八名。球季結束以後，沃奎茲在全美棒球記者協會對於美國職棒大聯盟年度最佳新人獎的票選上，被認為是不合格的，最後是由吉奧凡尼·索托獲得該獎項。
2009年沃奎茲代表母國多明尼加參加2009年世界棒球經典賽，他擔任第一場比賽的先發投手，但表現不理想，主投3局丟3分，最後吞下敗投。6月1日，沃奎茲被放入60天傷兵名單，並進行尺骨附屬韌帶重建術，本季宣布報銷。2010年球季，沃奎茲被檢驗出使用禁藥，被大聯盟禁賽50場比賽。

## 外部連結
- 球員資訊和成績在MLB，ESPN，Baseball-Reference，Fangraphs，The Baseball Cube，Baseball-Reference (Minors)（英文）